# Дамузи (Север)
Дамузи (фр. Damousies) насеље је и општина у североисточној Француској у региону Север-Па д Кале, у департману Север која припада префектури Авне сир Елп.
По подацима из 2011. године у општини је живело 235 становника, а густина насељености је износила 47,0 становника/km². Општина се простире на површини од 5 km². Налази се на средњој надморској висини од 143 метара (максималној 190 m, а минималној 137 m).

## Демографија
| 1962. | 1968. | 1975. | 1982. | 1990. | 1999. | 2011. |
| ----- | ----- | ----- | ----- | ----- | ----- | ----- |
| 234   | 268   | 263   | 253   | 252   | 236   | 235   |

График промене броја становника у току последњих година